# Abraham van der Hart
Pour les articles homonymes, voir Hart.
Abraham van der Hart (né à Amsterdam le 21 mai 1757 ; mort dans la même ville le 3 février 1820 ) est un architecte néerlandais.

## Œuvres

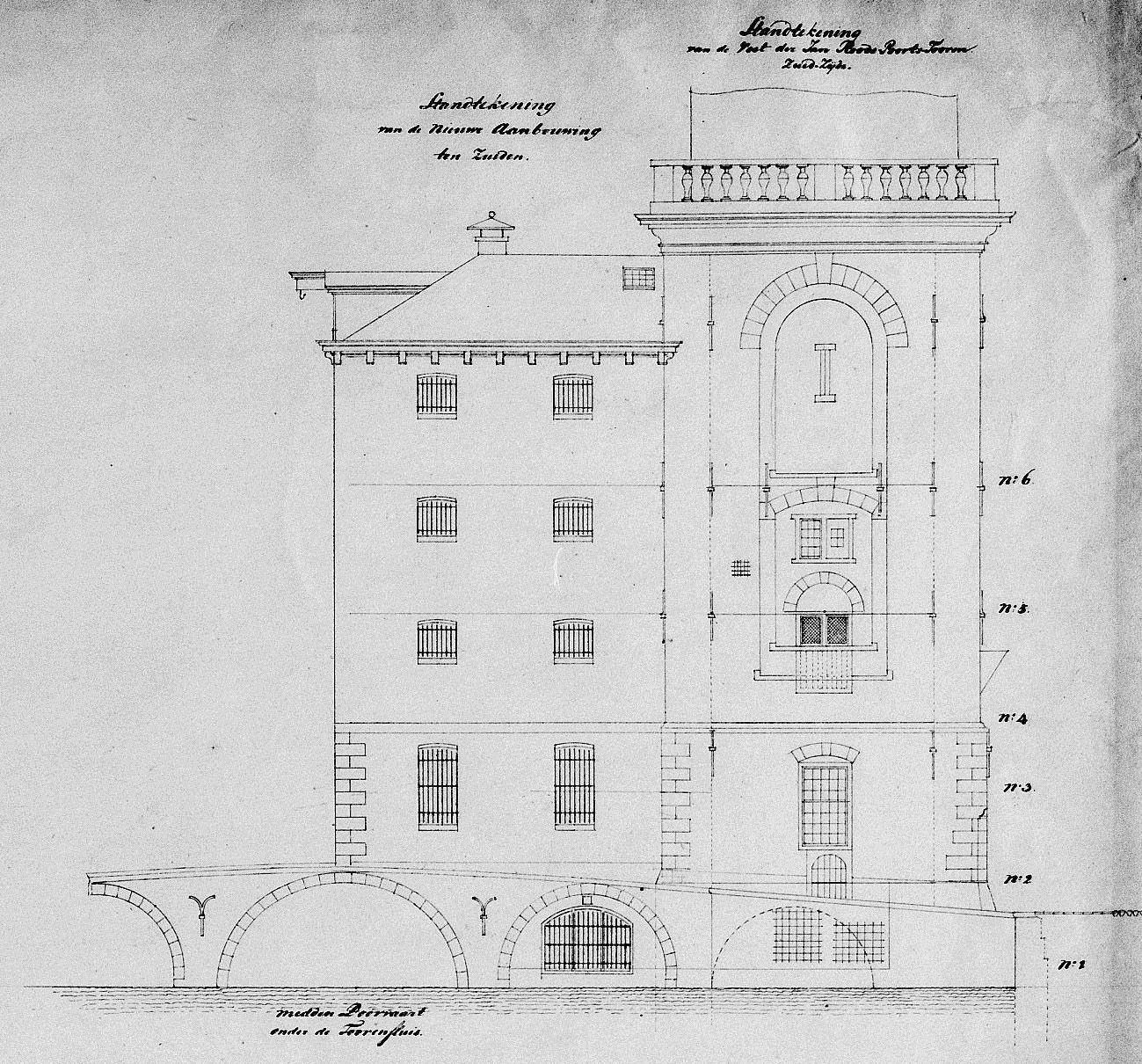
Plan, début XIXe siècle.
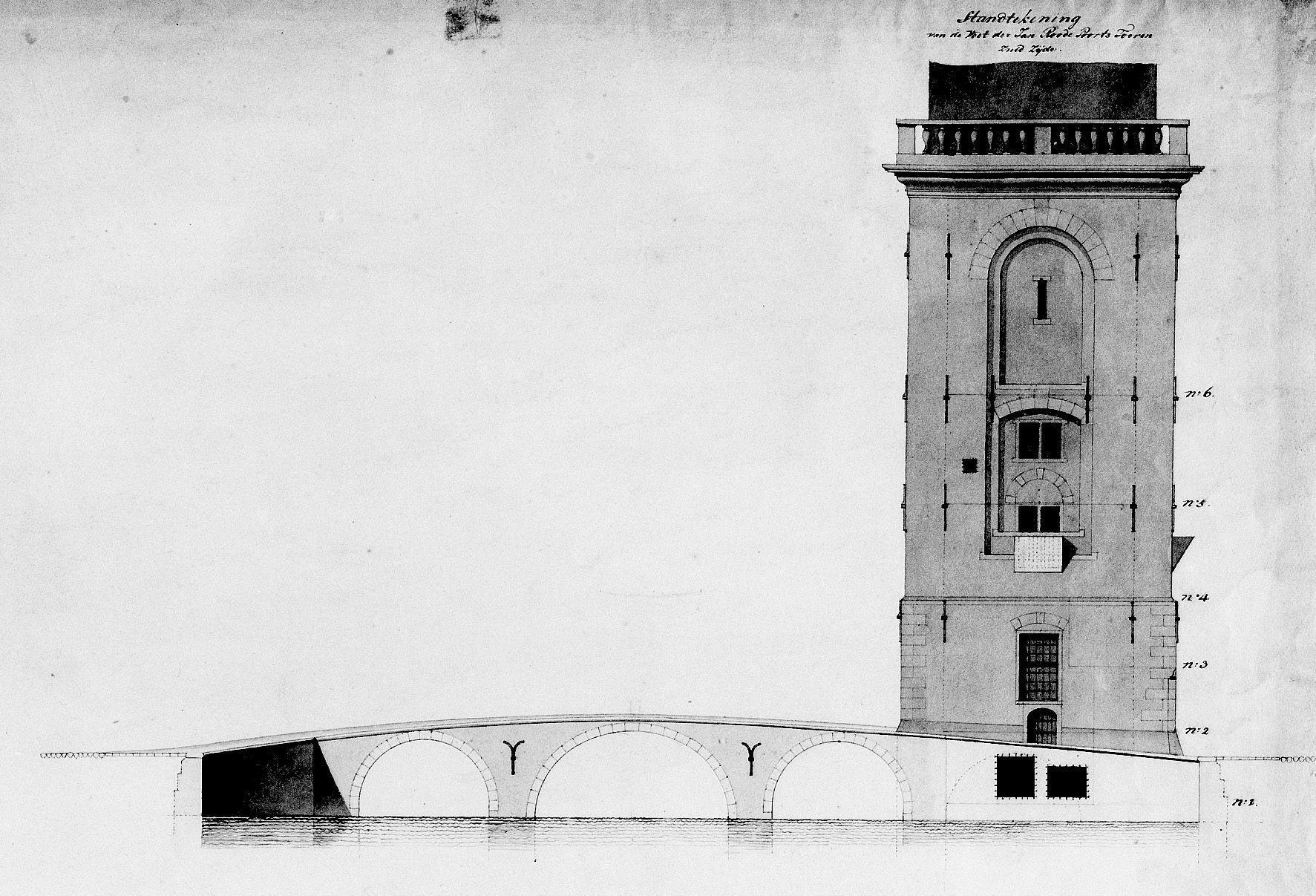
Plan, début XIXe siècle.
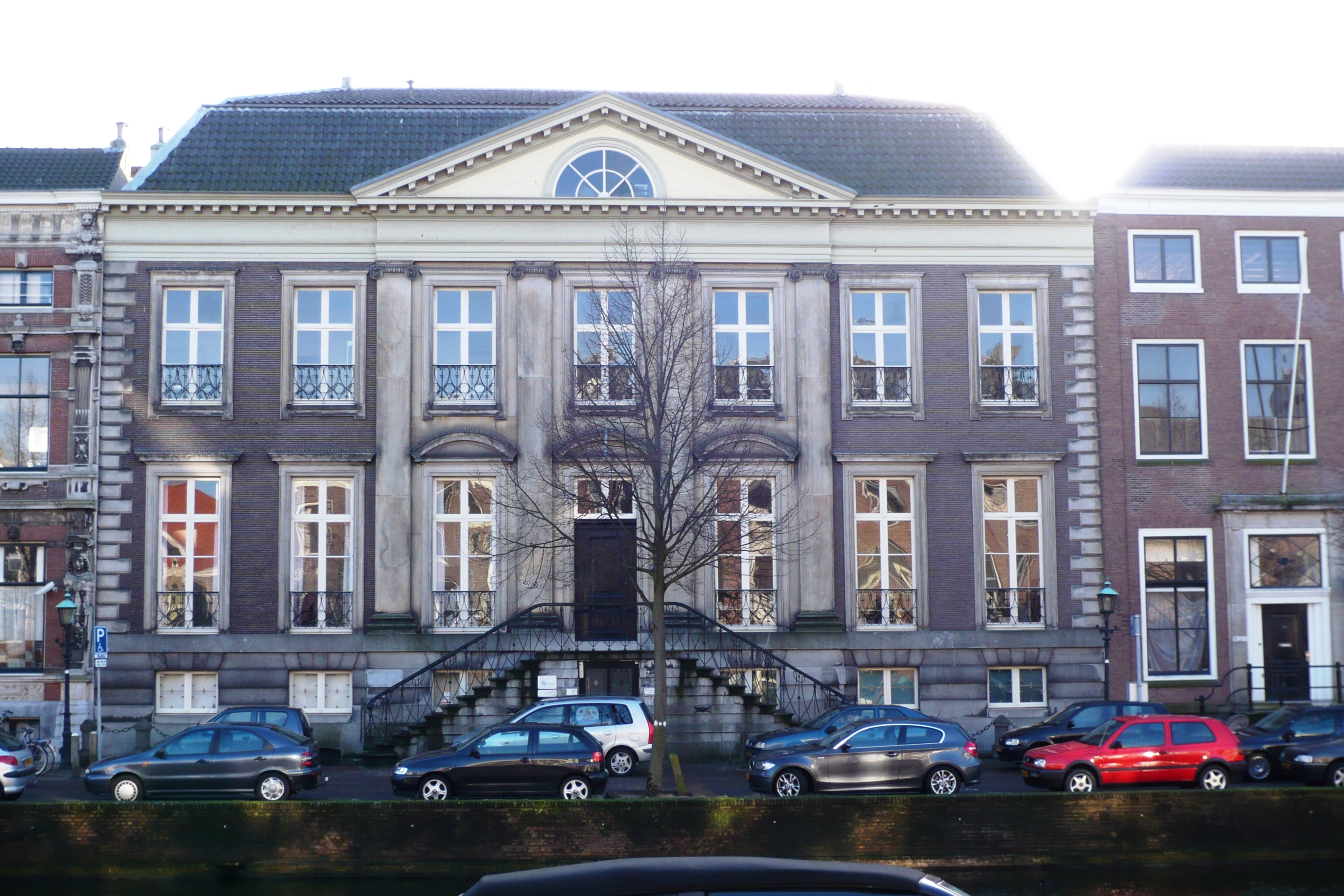
Huis Barnaart, Haarlem, 1805.
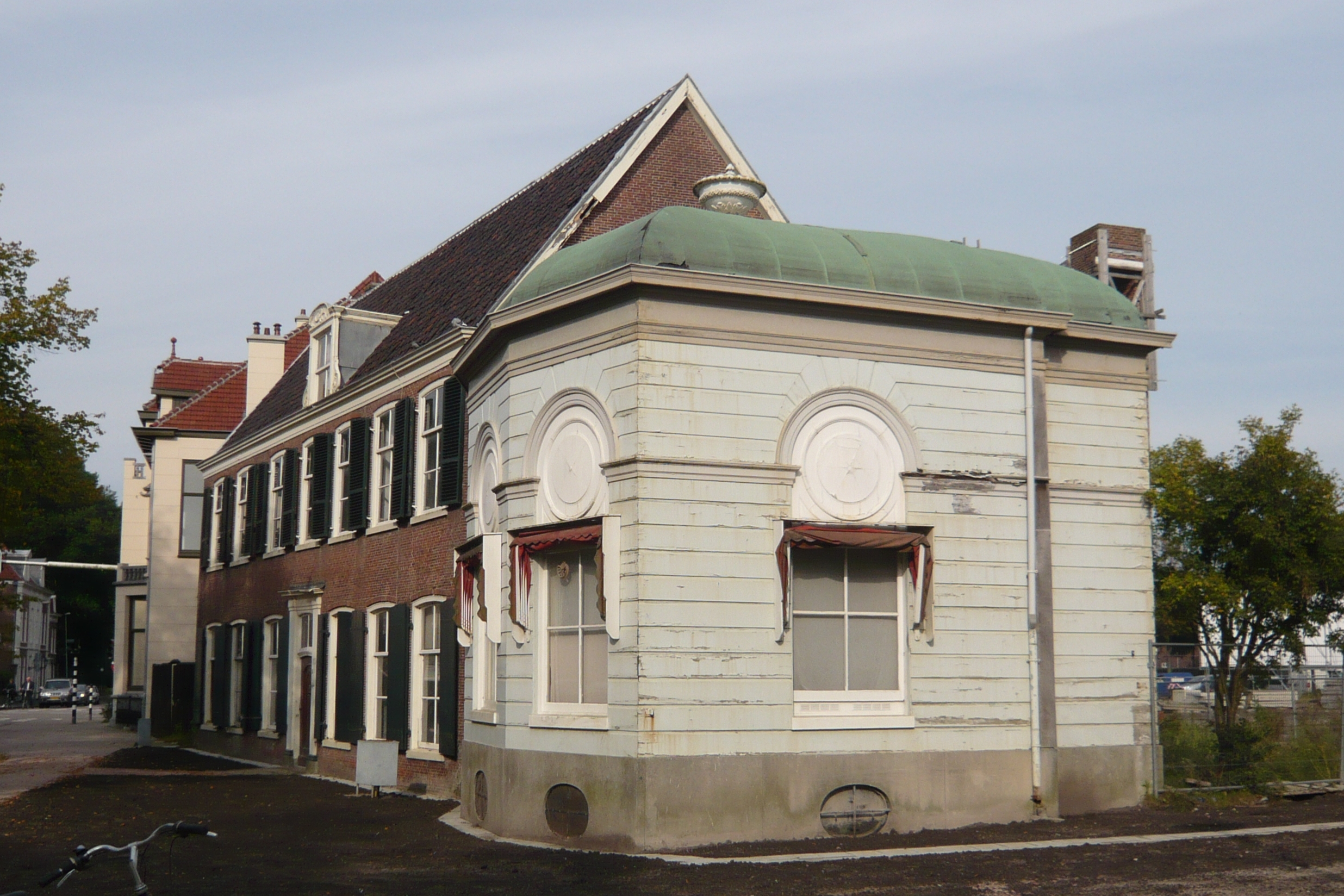
Bâtiment conçu pour Maria Hoofman (en) en 1801 à Haarlem.
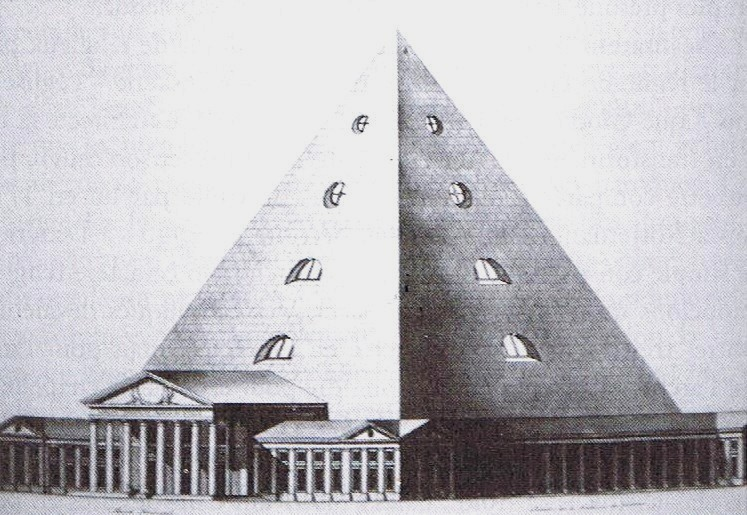
Projet de Palais des Sciences et des Arts à Amsterdam, 1809.

- 1779-1782 Amsterdam : Nieuwe Werkhuis, Weesperveld
- 1783-1787 Amsterdam : Maagdenhuis (Amsterdam) (nl), Spui 21
- 1793 Amsterdam : Compagnietheater (à l'origine une église), Kloveniersburgwal
- 1794-1795 Haarlem : Huis Hodshon
- 1801 Haarlem : Theekoepel Bellevue, Spaarne
- 1803-1808 Haarlem : Huis Barnaart (nl)
- 1810-1813 Amsterdam : Oranje-Nassau Kazerne (Amsterdam) (nl)
- 1815 Soestdijk : De Naald van Waterloo (nl)